# Aleurothrixus myrtifolii
Aleurothrixus myrtifolii là một loài côn trùng cánh nửa trong họ Aleyrodidae, phân họ Aleyrodinae.
Aleurothrixus myrtifolii được Bondar miêu tả khoa học đầu tiên năm 1923.